# Med lov skal bro bygges
|  | Denne artikel er oprettet af botten PalnaBot ud fra en ekstern database. Den kan derfor have sproglige fejl eller mangler. Denne skabelon kan fjernes efter kontrol af indholdet. |

Med lov skal bro bygges er en film instrueret af Bent Barfod efter manuskript af Bent Barfod.

## Handling
Med et tænkt brobygningsprojekt som eksempel gives skildring af, hvordan en lov bliver til i Folketinget.